# Río Tonalá
El río Tonalá es un río del sureste de México que  recorre la zona nororiental del istmo de Tehuantepec, en la zona aledaña al golfo de México. 
En 1518 durante la expedición de Juan de Grijalva el río fue descubierto por el piloto español Antón de Alamínos por lo que fue llamado "río de Santo Antón".

"Y yendo más adelante costeando vimos una ensenada donde se quedó el río de Tonalá, que a la vuelta que volvimos entramos en él y le pusimos por nombre río de Santo Antón, y así está en las cartas de marear..."
Bernal Díaz del Castillo. Historia Verdadera de la Conquista de la Nueva España. 1518

El río Tonalá se forma por la confluencia del río Tancochapa y del río Zanapa. Posee una longitud de 84 km, aunque contando sus fuentes llega a los 300 km, formando el límite entre los estados de Tabasco y Veracruz. 
El río Tonalá y los ríos que le dan origen son navegables en un trayecto de 200 km. Al desembocar en el golfo de México, forma la barra de Tonalá, un sitio donde se pescan camarones.  
El río Tonalá drena una cuenca de 5 679 km² y desagua más de 11.389 hm³/s en el golfo de México.